# Sojoez TM-22
Sojoez TM-22 (Russisch: Союз ТМ 22) was de tweeëntwintigste missie naar het Russische ruimtestation Mir. De missie was een onderdeel van het Sojoez-TM-programma, en vond plaats tussen 3 september 1995 en 29 februari 1996. In de missie werden drie astronauten naar Mir gebracht, waar deze het grootste deel van hun reis van bijna 180 dagen doorbrachten.

## Verloop
De missie begon op 3 september 1995, vanaf lanceerplatform Gagarin's start te Bajkonoer, in het zuiden van Kazachstan. De missie landde op 3 september 1996, 179 dagen na vertrek, op 105 kilometer ten noordoosten van de Kazakstaanse stad Arkalyk.

## Bemanning
| Bemanningslid  | Land      |
| Joeri Gidzenko | Rusland   |
| Sergej Avdejev | Rusland   |
| Thomas Reiter  | Duitsland |

TM-1 ·
TM-2 ·
TM-3 ·
TM-4 ·
TM-5 ·
TM-6 ·
TM-7 ·
TM-8 ·
TM-9 ·
TM-10 ·
TM-11 ·
TM-12 ·
TM-13 ·
TM-14 ·
TM-15 ·
TM-16 ·
TM-17 ·
TM-18 ·
TM-19 ·
TM-20 ·
TM-21 ·
TM-22 ·
TM-23 ·
TM-24 ·
TM-25 ·
TM-26 ·
TM-27 ·
TM-28 ·
TM-29 ·
TM-30 ·
TM-31 ·
TM-32 ·
TM-33 ·
TM-34